# Чернобыльный (разъезд)
Чернобыльный — остановочный пункт. бывший железнодорожный разъезд Астраханского региона Приволжской железной дороги на неэлектрифицированной линии Верхний Баскунчак — Астрахань, расположен в  Ахтубинском районе Астраханской области, в 44 км от станции Верхний Баскунчак.

## История
Разъезд открыт в 1932 году. В начале XXI века упразднён.